# 사사구
사사구(四死球)는 사구(四球)와 사구(死球)를 합쳐서 이른 말이다.
- 사구(四球) : 볼넷
- 사구(死球) : 몸에 맞는 볼